# Provodovice
Provodovice är en ort i Tjeckien.   Den ligger i regionen Olomouc, i den östra delen av landet, 250 km öster om huvudstaden Prag. Provodovice ligger 357 meter över havet och antalet invånare är 139.
Terrängen runt Provodovice är platt åt nordväst, men åt sydost är den kuperad.Runt Provodovice är det ganska tätbefolkat, med 58 invånare per kvadratkilometer. Närmaste större samhälle är Valašské Meziříčí, 14,8 km öster om Provodovice. Trakten runt Provodovice består till största delen av jordbruksmark.